# Luís Pereira
Luís Edmundo Pereira (ur. 21 czerwca 1949 w Juazeiro) – były brazylijski piłkarz. Podczas kariery występował na pozycji środkowego obrońcy.

## Kariera klubowa
Karierę piłkarską Luís Pereira rozpoczął w 1966 roku w klubie São Bento. W 1968 roku przeszedł do SE Palmeiras, w którym grał do 1975 roku. Z Palmeiras zdobył dwukrotnie mistrzostwo Brazylii – Campeonato Brasileiro w 1972 i 1973 oraz mistrzostwo Stanu São Paulo – Campeonato Paulista w 1972 i 1974.
W 1975 zdecydował się na wyjazd do Europy do Atlético Madryt. W klubie z Madrytu grał do 1980 roku i zdobył z nim mistrzostwo Hiszpanii w 1977 oraz Puchar Hiszpanii w 1976 roku. Po powrocie do Brazylii w 1980 roku grał w CR Flamengo. Kolejnne 5 lat spędził w SE Palmeiras.
Kolejne lata kariery to krótkie epizody w kilku klubach. Ostatecznie Luís Pereira zakończył karierę w São Caetano w 1997 roku.

## Kariera reprezentacyjna
W reprezentacji Brazylii Luís Pereira zadebiutował 6 czerwca 1973 w wygranym 4-1 meczu przeciwko reprezentacją Tunezji rozegranym w Tunisie.
W 1974 pojechał z reprezentacją na Mistrzostwa Świata rozgrywanych na stadionach RFN. Na mistrzostwach zagrał w sześciu meczach canarinhos. Nie wystąpił jedynie w meczu o trzecie miejsce z reprezentacją Polski (w poprzednim, przegranym meczu Brazylii z Holandią otrzymał czerwoną kartkę). 
Ostatnim jego meczem w reprezentacji był wygrany 8-0 mecz przeciwko reprezentacji Boliwii rozegrany w Cali w eliminacjach do Mistrzostw Świata 1978. Łącznie w reprezentacji Luís Pereira rozegrał 32 spotkania.
Po zakończeniu kariery został trener piłkarskim. Trenował São Bento i Sãocarlense oraz był asystentem trenera w São Caetano.